# Правительство Кув де Мюрвиля
Правительство Кув де Мюрвиля — кабинет министров, правивший Францией с 10 июля 1968 года по 20 июня 1969 года, в период Пятой французской республики, в следующем составе:
- Морис Кув де Мюрвиль — премьер-министр;
- Мишель Дебре — министр иностранных дел;
- Пьер Мессмер — министр национальной обороны;
- Раймон Марселлен — министр внутренних дел, здравоохранения и народонаселения;
- Франсуа-Ксавье Ортоли — министр экономики и финансов;
- Андре Беттанкур — министр промышленности;
- Жозеф Фонтане — министр труда, занятости и народонаселения;
- Рене Капитан — министр юстиции;
- Эдгар Фор — министр национального образования;
- Анри Дювияр — министр по делам ветеранов и жертв войны;
- Андре Мальро — министр культуры;
- Робер Булен — министр сельского хозяйства;
- Альбен Шаландон — министр снарежения и жилищного строительства;
- Жан Шаман — министр транспорта;
- Роже Фрей — министр по связям с парламентом;
- Ив Гена — министр почт и телекоммуникаций;
- Морис Шуман — министр социальных дел.

28 апреля 1969 года — Жан-Марсель Жанненей наследовал Рене Капитану как и. о. министра юстиции.